# Lövgång

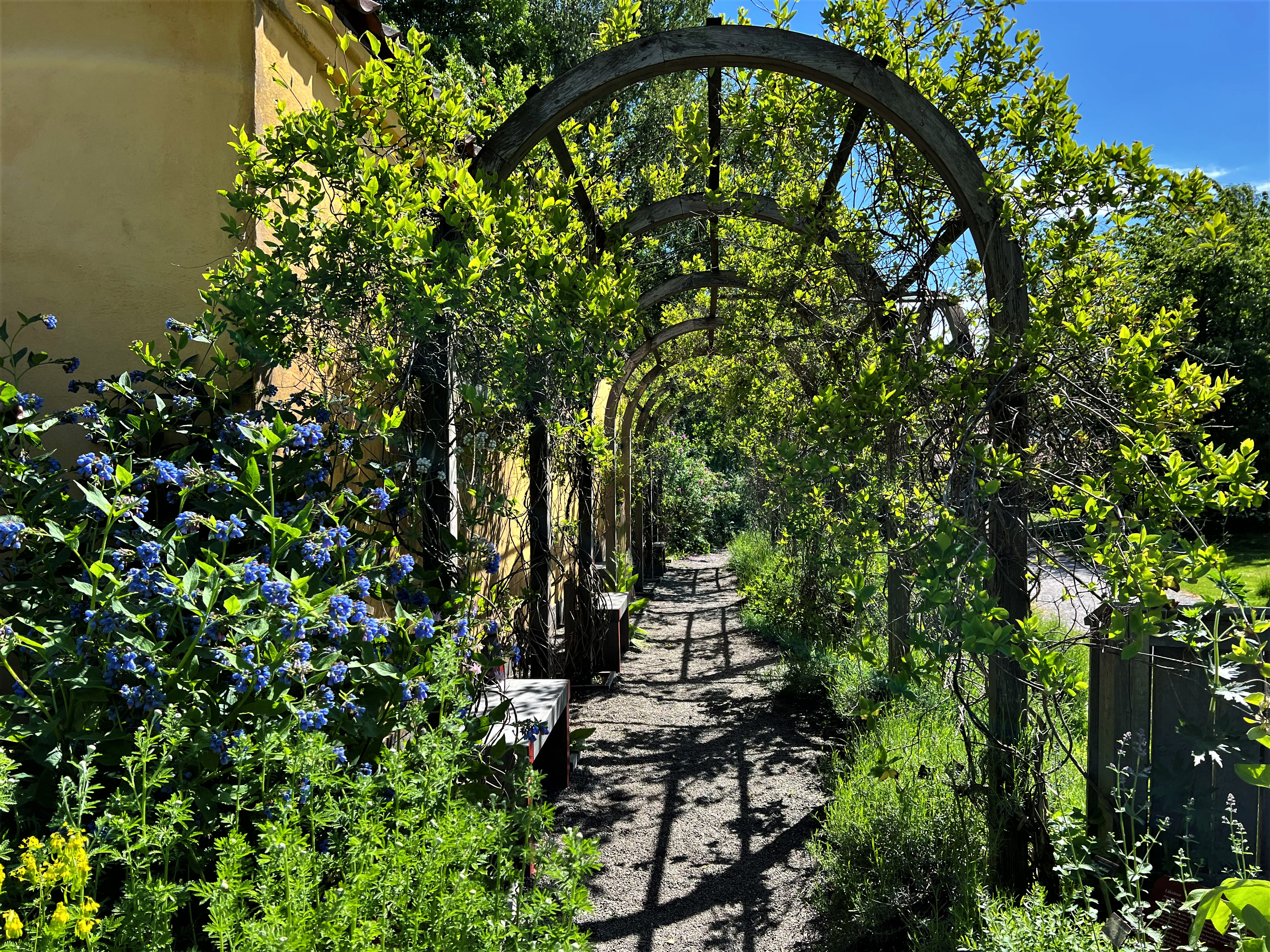
En lövgång i Vasamuseets trädgård i Stockholm.

Lövgång är en form av trädgårdskonst där en gång kantas av lövverk i form av träd eller häckar som bildar ett valv kring gången. Lövgången var ett vanligt element i trädgården under renässansen, och den var mer använd i Sverige än i övriga Europa. Lövgången blev troligtvis mer använd i Sverige på grund av att det kallare klimatet inte kunnat erbjuda samma blomsterprakt året om vilket gjorde att man istället arbetade med mer stabila element. Några av dessa lövgångar finns bevarade och är mer än 250 år gamla. 
Lövgångarna har kommit att bli värdefulla element i den svenska trädgårdskonstens historia. De har ett unikt värde inte bara genom sitt gamla växtmaterial utan också genom sin form, som tuktats av flera generationers trädgårdsmästare.